# Tanjung Agung (Air Besi)
Tanjung Agung is een bestuurslaag in het regentschap Bengkulu Utara van de provincie Bengkulu, Indonesië. Tanjung Agung telt 1334 inwoners (volkstelling 2010).